# Cobra (мова програмування)
Cobra — це припинена, об'єктно-орієнтована мова програмування загального призначення. Cobra розроблена Чарльзом Естербруком, і запускається на платформах Microsoft .NET і Mono. На неї сильно вплинули Python, C#, Eiffel, Objective-C й інші мови програмування. Вона підтримує як статичну, так і динамічну типізацію. Вона підтримує модульні тестування і контракти. У ній є лямбда-вирази, закриття, спискові вирази, і генератори.
Cobra — це проєкт з відкритим кодом; Його випущено під ліцензією MIT 29 лютого 2008 року.

## Функції
Об'єктно-орієнтовані
- Простори імен
- Класи, інтерфейси, структури, розширення, переліки
- Методи, властивості, індексатори
- Домішки, методи розширення
- Узагальнення, атрибути

Контроль якості
- Контракти, припущення
- Модульні тестування, документування
- Відстеження nil під час компіляції

Виразність
- Статична та динамічна прив'язка
- Літерали списків, словників і множин
- Оператори in та implies
- Вирази for
- Зрізи
- Інтерпольовані рядки
- Вивід типів під час компіляції
- Лямбди і замикання

Загальна продуктивність
- Обробка винятків
- Звіт про виняток після виконання
- Збирання сміття

Зручності для скриптування
- Чистий синтаксис
- Динамічна прив'язка
- Однокроковий запуск
- Шебанг (#!)

Інше
- Інструмент для документування (cobra -doc)
- Інструмент підсвічування синтаксису (cobra -highlight)

## Приклади
Наступні приклади можна запустити з файлу за допомогою cobra <назвафайлу>.

### Привіт, світе
```
class
 
Hello

    
def
 
main

        
print
 
'ПРИВІТ, СВІТЕ'

```

### Простий клас
```
class
 
Person

    
var
 
_name
 
as
 
String

    
var
 
_age
 
as
 
int

    
cue
 
init
(
name
 
as
 
String
,
 
age
 
as
 
int
)

        
_name
,
 
_age
 
=
 
name
,
 
age

    
def
 
toString
 
as
 
String
 
is
 
override

        
return
 
'Мене звати [_name] і мені [_age] років.'

```